# فيليب بيتشنر
فيليب بيتشنر (بالألمانية: Philipp Petzschner)‏ ولد في 24 مارس 1984 في مدينة بايرويت, ألمانيا. هو لاعب كرة مضرب ألماني محترف. من أفضل ما حققه هو الحصول على لقب بطولة ويمبلدون للزوجي في عام 2010 مع زميله النمساوي يورجن ميلتسر. ويوجد في رصديه من ألقاب الزوجي أيضاً لقب اخر هو بطولة زغرب الذي حققه مع ميلتسر أيضاً. أما في الفردي فقد حقق بيتشنر لقب واحد فقط وكان في بطولة فيينا في عام 2008.

## لقب زوجي الجراند سلام
| النتيجة | السنة | البطولة  | نوع الأرضية | الزميل       | الخصم في النهائي           | نتيجة المباراة |
| البطل   | 2010  | ويمبلدون | عشبية       | يورجن ميلتسر | روبرت ليندستيد هوريا تيكاو | 6–1, 7–5, 7–5  |

## الألقاب التي حققها

### بطولات الفردي
| البطل (قبل/بعد 2009)                                  |
| بطولات الجراند سلام (0)                               |
| كأس الأساتذة / نهائيات جولة رابطة المحترفين (0)       |
| بطولات الأساتذة / بطولات سلسلة الأساتذة 1000 نقطة (0) |
| البطولات الدولية الذهبية / بطولات فئة 500 نقطة (1)    |
| البطولات الدولية / بطولات فئة 250 نقطة (0)            |

| الرقم. | التاريخ         | البطولة       | نوع الأرضية | الخصم في النهائي | نتيجة المباراة |
| 1.     | 12 أكتوبر, 2008 | فيينا, النمسا | صلبة (i)    | جايل مونفيس      | 6–4, 6–4       |

### بطولات الزوجي
| (الزوجي)                            |
| بطولات الجراند سلام (1)             |
| نهائيات جولة رابطة المحترفين (0)    |
| بطولات سلسلة الأساتذة 1000 نقطة (0) |
| بطولات فئة 500 نقطة (0)             |
| بطولات فئة 250 نقطة (1)             |

| الرقم. | التاريخ        | البطولة           | نوع الأرضية | الزميل       | الخصم في النهائي           | نتيجة المباراة   |
| 1.     | 7 فبراير, 2010 | زغرب, كرواتيا     | صلبة (i)    | يورجن ميلتسر | ارنو كليمان أوليفيه روكوس  | 3–6, 6–3, [10–8] |
| 8.     | 3 يوليو, 2010  | ويمبلدون, إنجلترا | عشبية       | يورجن ميلتسر | روبرت ليندستيد هوريا تيكاو | 6–1, 7–5, 7–5    |